# Love, Marriage & Divorce
Love, Marriage & Divorce är ett duettalbum av de amerikanska artisterna Toni Braxton och Babyface, utgivet av Motown Records den 4 februari 2014. Albumet gick in på fjärdeplatsen på amerikanska albumlistan Billboard 200 och vann en Grammy Award i kategorin Best R&B Album vid den 57:e upplagan av den amerikanska prisceremonin. Albumets huvudsingel "Hurt You" nådde förstaplatsen på amerikanska R&B-topplistan Adult R&B Songs.

## Låtlista
| 1.           | "Roller Coaster"                                    | Kenneth Edmonds, Daryl Simmons, Antonio Dixon                                        | Edmonds                     | 4:23  |
| 2.           | "Sweat"                                             | Edmonds, Simmons, Dixon                                                              | Edmonds                     | 4:27  |
| 3.           | "Hurt You"                                          | Braxton, Edmonds, Simmons, Dixon                                                     | Edmonds                     | 4:10  |
| 4.           | "Where Did We Go Wrong"                             | Edmonds, Braxton                                                                     | Edmonds                     | 3:37  |
| 5.           | "I Hope That You're Okay" (solonummer med Babyface) | Edmonds, Simmons                                                                     | Edmonds                     | 3:54  |
| 6.           | "I Wish" (solonummer med Braxton)                   | Braxton                                                                              | Edmonds                     | 3:03  |
| 7.           | "Take It Back"                                      | Braxton, Edmonds, Simmons, Dixon                                                     | Edmonds                     | 4:05  |
| 8.           | "Reunited"                                          | Braxton, Edmonds, Simmons, Dixon                                                     | Edmonds                     | 3:18  |
| 9.           | "I'd Rather Be Broke" (solonummer med Braxton)      | Braxton, Leon Thomas III, Dixon, Edmonds, Khristopher Riddick-Tynes, Kameron Glasper | Edmonds, Dixon, The Rascals | 3:38  |
| 10.          | "Heart Attack"                                      | Braxton, Edmonds, Simmons                                                            | Edmonds                     | 3:52  |
| 11.          | "The D Word"                                        | Braxton, Edmonds                                                                     | Edmonds                     | 5:12  |
| Total längd: | Total längd:                                        | Total längd:                                                                         | Total längd:                | 43:39 |

| 12.          | "Let's Do It" | Edmonds, Braxton | Edmonds          | 3:45 |
| 13.          | "One"         | Edmonds, Simmons | Edmonds, Simmons | 2:22 |
| Total längd: | Total längd:  | Total längd:     | Total längd:     | 6:07 |